# La Danse du feu
La Danse du feu, známý také jako La Colonne de feu, je francouzský němý film z roku 1899. Režisérem je Georges Méliès (1861–1938). Film trvá zhruba jednu minutu. Do anglofonních zemích se dostal pod názvem Haggard's "She"—The Pillar of Fire. Film vznikl podle literární předlohy Henryho Ridera Haggarda She: A History of Adventure. Film byl později kolorizován.
Jedná se o jeden z mnoha Mélièsových filmů s motivem ďábla, který se objevil například ve snímku Le diable au couvent.

## Děj
Ďábel s netopýřími křídly tančí kolem velkého hrnce a zapaluje pod ním oheň svým trojzubcem. Poté použije měch a z hrnce se vynoří žena v bílém rouchu. Ta začne tančit a ďabel s hrncem zmizí. Jejím mácháním rukama vznikne nový oheň, jehož kouřem odletí vzhůru.